# Тровафлоксацин
Тровафлоксацин — синтетичний антибіотик з групи фторхінолонів IV покоління, що застосовувався для перорального та парентерального застосування. Як і інші препарати групи фтохінолонів, тровафлоксацин діє бактерицидно, порушуючи синтез ДНК в бактеріальних клітинах, блокуючи два життєво важливих ферменти бактерій — ДНК-гіразу та топоізомеразу.

## Історія застосування
Тровафлоксацин був синтезований у лабораторії компанії «Pfizer» та представлений для клінічного використання у 1997 році та допущений до продажу у США у лютому 1998 року. Компанією-виробником була заявлена висока активність препарату щодо анаеробних мікроорганізмів, пневмококів та більшості штамів Pseudomonas aeruginosa. Було заявлено про низький ризик побічних ефектів при застосуванні тровалофлоксацину. Наприклад, повідомлено, що частота фотодерматозу при застосуванні препарату становить менше 0,5%; частота побічних реакцій з боку травної системи (нудота, блювання), згідно повідомлень, складала 4—8% ; частота появи головокружіння складала 3—11%. Зразу ж після виходу тровафлоксацину на фармацевтичний ринок США почали фіксуватися випадки важких уражень печінки та жовчевих шляхів. Було повідомлено, що протягом року було зареєстровано 140 випадків ураження печінки у 2,5 мільйонів пацієнтів, які застосовували у лікуванні тровалофлоксацин, 6 із яких виявились смертельними. Пізніше було уточнено, що частота важких уражень печінки склала 58 на 10 мільойонів випадків застосування препарату. Усього доведено 14 випадків печінкової недостатності, пов'язаної із прийомом тровафлоксацину, 4 випадки трансплантацій печінки та 5 смертельних випадків. У зв'язку із цими фактами FDA у червні 1999 року обмежило застосування тровафлоксацину, а вже у травні 1999 року призупинено, а пізніше і заборонено викаристання тровафлоксацину в Європі. Причиною важкої гепатотоксичності препарату вважають наявність у молекулі тровафлоксацину дифторфенільної групи, імовірного утворення антигенів, які викликають реакції гіперчутливості до клітин печінки, та переважний печінковий метаболізм препарату. З 2011 року тровафлоксацин був заборонений до використання у США.

## Клінічні випробування тровафлоксацину в Нігерії
У 1996 році компанія «Pfizer» організувала клінічні випробування тровафлоксацину в Нігерії у провінції Кано під час епідемії менінгіту. У клінічних дослідженнях взяли участь 200 дітей, із яких у 100 дітей у лікуванні менінгіту застосовували тровафлоксацин, а у 100 дітей у лікуванні застосовувався цефтріаксон, як золотий стандарт лікування менінгіту цефалоспоринами. Під час клінічних досліджень спостерігались часті побічні явища застосування тровафлоксацину — втрата зору, глухота, пошкодження головного мозку, які не спостерігались при застосуванні тровафлоксацину при захворюваннях інших органів та систем. Окрім цього, під час клінічних досліджень померли 11 дітей (із них 5 — при застосуванні тровафлоксацину), ще кілька десятків дітей стали інвалідами. Уряд Нігерії у 1997 році зажажав від компанії «Pfizer» виплати компенсації у 7,5 мільярдів доларів США. Спочатку компанія заперечуваа свою провину у загибелі та інвалідності у дітей, мотивуючи це тим, що під час епідемії загинуло значно більше людей, і застосування антибіотику допомогло врятувати значно більше людських життів, але після подачі позовів до судів США компанія вирішила піти на мирову угоду із владою Нігерії та виплатити компенсацію у розмірі 75 мільйонів доларів, що рівно у 100 разів менше, ніж початкова сума позову.